# Pieve di San Pietro in Trento
La pieve di San Pietro in Trento si trova nell'omonima frazione del comune di Ravenna, ma nella diocesi di Forlì. Il toponimo in Trento, in Trentula o il precedente Trigintula è dovuto all'ubicazione della chiesa, al trentesimo miglio della centuriazione romana. La denominazione più corretta sarebbe pieve dei Santi Pietro e Paolo a San Pietro in Trento, perché la pieve è dedicata a entrambi i santi, ma per semplicità, dato il nome della frazione che cita il solo san Pietro, la denominazione più comune esclude San Paolo.

## Storia

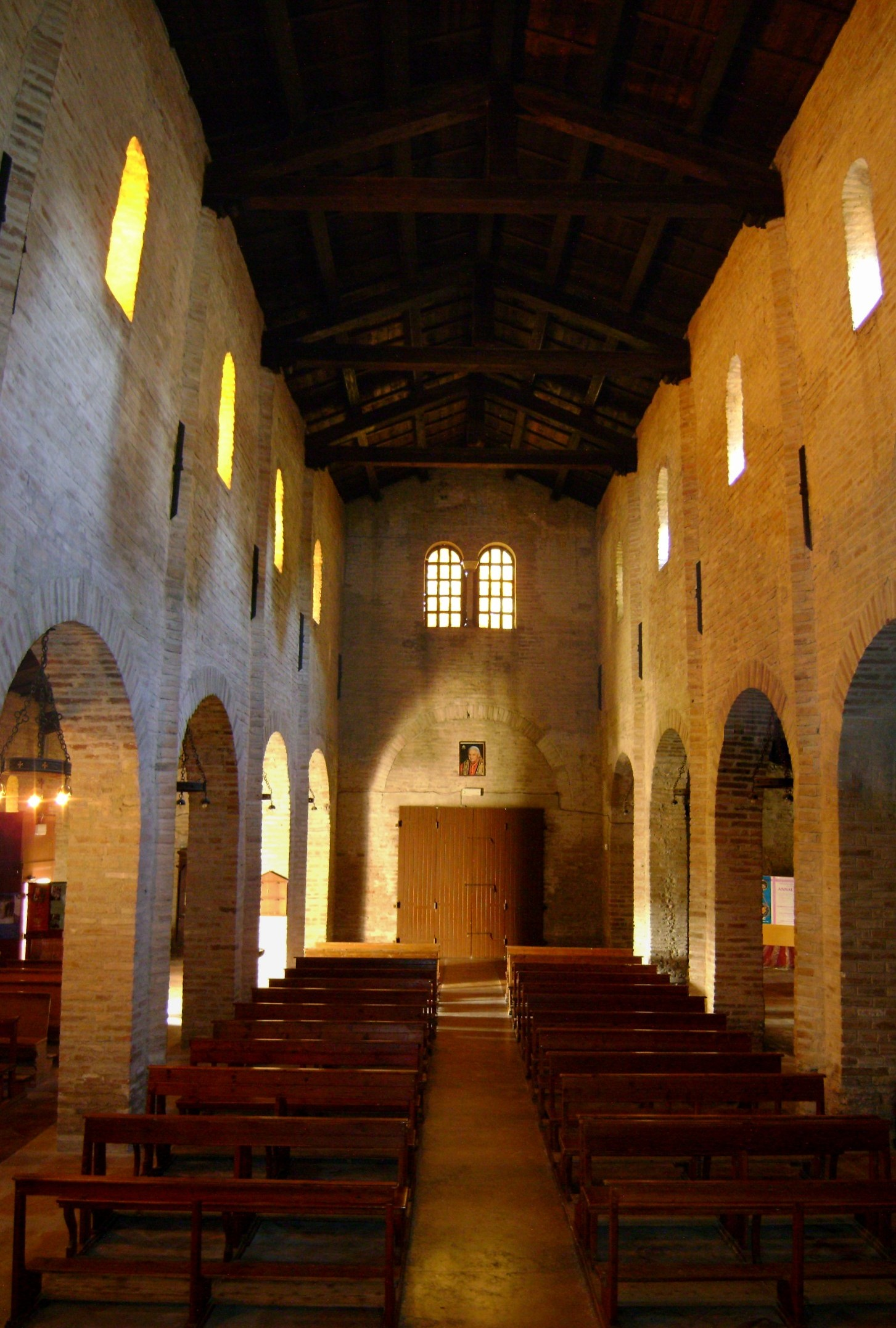
L'interno della pieve verso la controfacciata

La costruzione della chiesa viene fatta risalire al VI-VII secolo.

Essa compare per la prima volta in fonti scritte nel 977, quando è citata nell'Archivio Arcivescovile di Ravenna.
In tempi antichi sono testimoniati nomi di chiese e luoghi di culto poi scomparsi che dipendevano dalla pieve: San Marco, presso la torre Albicini; San Quirico in località Minarda; Santa Maria in Grecia, una chiesa affidata ai Gesuiti che era in un vicolo che si distacca dall'attuale via Taverna
La chiesa originaria possedeva un campanile di epoca anteriore al Mille, di cui resta una base su cui era stato costruito un secondo campanile nel XV secolo, che sarà abbattuto durante la Seconda Guerra Mondiale. La vecchia struttura si presentava a pianta quadrata, con pilastri agli angoli e con una cella campanaria a quattro finestroni con archi per terminazione.
Nel XVII secolo l'edificio è oggetto di lavori che ne trasformano radicalmente l'aspetto in senso barocco. La facciata viene rialzata, come i muri esterni delle navate laterali, che vengono portati quasi all'altezza di quelli della navata centrale. Nella facciata vengono aperte anche due esedre in corrispondenza delle navate laterali e la bifora viene sostituita con un finestrone. Anche lo spazio interno viene rimaneggiato: vengono abbattuti i secondi e quarti pilastri e inglobati i restanti in sostegni su cui posavano ampli archi. Nelle navate laterali vengono costituite quattro cappelle.

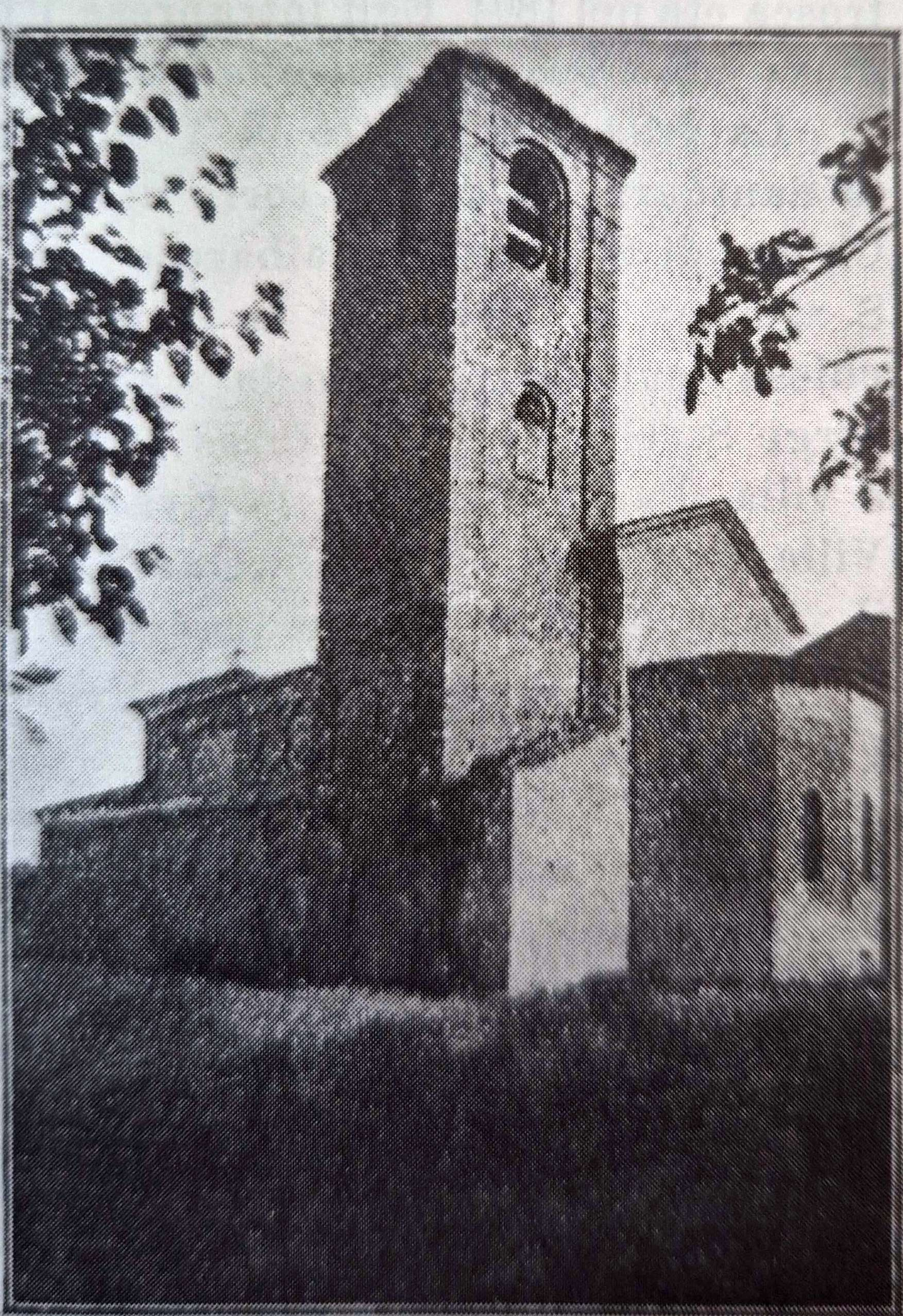
La foto mostra l'antico campanile che fu distrutto durante la Seconda Guerra Mondiale. Trovandosi nella guida di Casadei del 1928 la foto deve risalire a quell'anno, perché si notano gli interventi di restauro del 1927

I restauri novecenteschi mirano a riportare la chiesa nelle forme originarie e avvengono in due fasi: la prima nel 1912-13, voluta dall'arciprete Giuseppe Rambelli e la seconda fra il 1923-25 e il 1926-27, promossa dall'arciprete Secondo Proni. Nel primo periodo si procede nella parte orientale rendendo praticabile la cripta e si demolisce l'altare barocco ripristinando anche le tre finestre absidali che erano state sostituire da un finestrone. Sotto l'intonaco vengono rinvenuti degli affreschi. Nel 1927 ci si occupa della navata centrale a cui viene ripristinato il tetto a capriate e vengono ricostruiti i pilastri. Nell'esterno vengono abbattuti i muri di sopraelevazione delle navate laterali, in modo che tornano visibili gli archetti pensili dei prospetti laterali. Viene ripristinata la facciata, da cui sono rimosse le decorazioni settecentesche. Lateralmente sul fianco sinistro si aggiunge una cappella da utilizzare come fonte battesimale realizzata come se fosse una piccola abside poligonale. 
Gli altri lavori sono post-bellici e proseguono nella direzione di ripristino, dovendo però anche intervenire per sanare i danni della guerra. Con l'obiettivo di riportare la chiesa il più possibile all'antico aspetto, nel settembre 1946 il pavimento viene abbassato di 60 cm, grazie alla realizzazione di un sistema di canali di scolo attigui, per evitare eventuali allagamenti dell'interno. La distruzione del campanile a opera di mine tedesche porta anche danni all'abside che in parte crolla, danneggiando gli affreschi lì ritrovati. L'attuale campanile è frutto della completa ricostruzione del 1962.

## Descrizione
La chiesa appare un buon esempio di romanico padano, sia per materiale costruttivo, il mattone, sia per le forme semplici, sia per la corrispondenza esterno-interno della struttura.

### Esterno

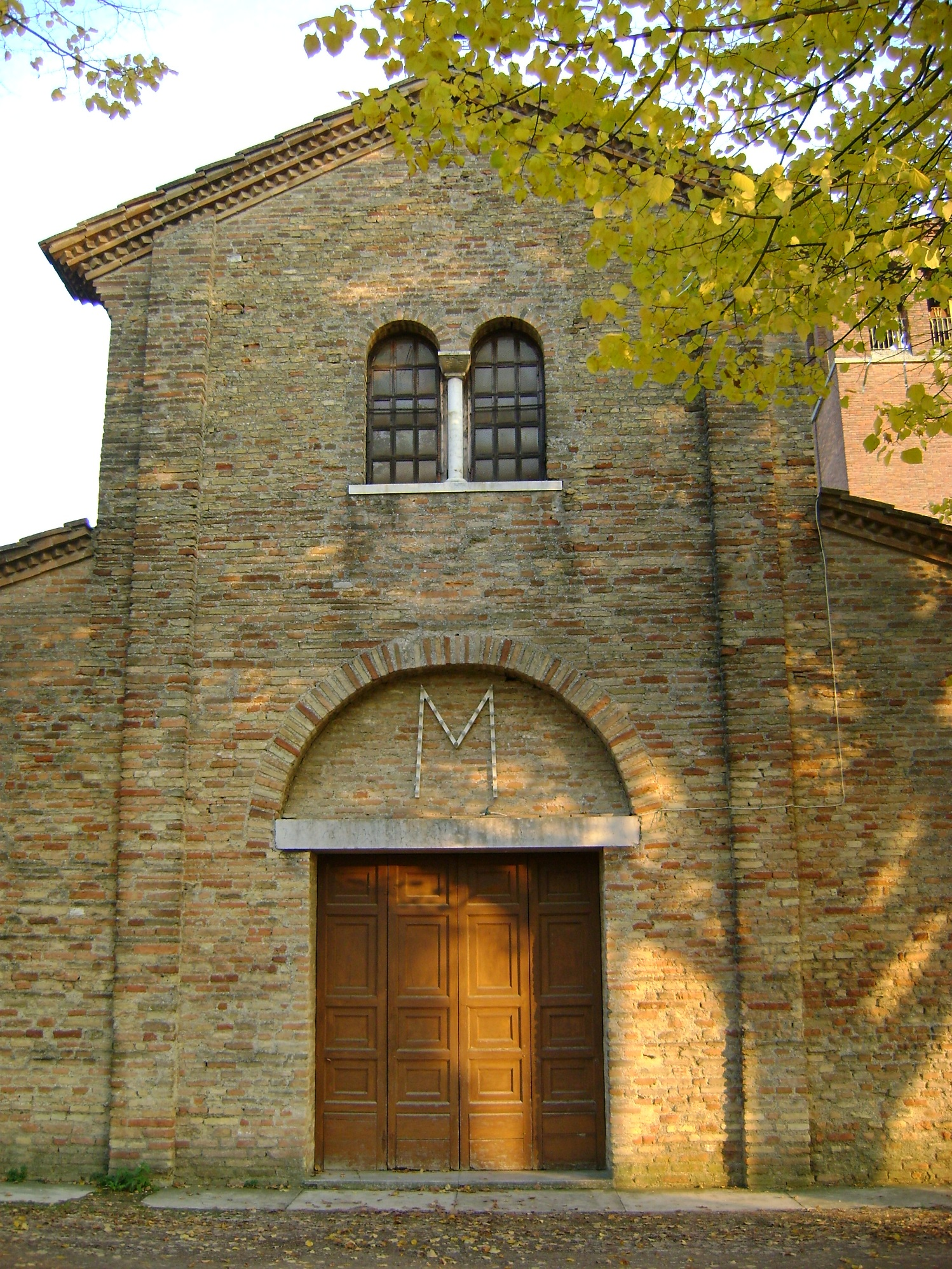
facciata

La chiesa è orientata secondo l'asse est-ovest, con abside a est, come richiede la tradizione. La facciata a salienti presenta navate laterali notevolmente più basse della centrale. La struttura interna si intuisce guardando le lesene aggettanti che identificano i bordi e la delimitazione della lavata centrale. Il portale appare sviluppato in orizzontale ed è sovrastato da una grande lunetta cieca profilata da mattoni che formano un arco a sesto acuto. 
Più sopra si trova una grande bifora, frutto degli interventi di restauro novecenteschi.
I prospetti laterali presentano un motivo particolare e non molto diffuso: nella parte della navata centrale che sporge oltre quelle laterali le finestre sono contenute entro una struttura a triplice arco cieco, aprendosi in corrispondenza dell'arco centrale. I peducci pensili che identificano la fine di ogni archetto interno sono smussati verso il basso, mentre per dividere i gruppi di tre sono presenti delle lesene. Le lesene sono anche nella parete della navata laterale destra, mentre in entrambe si trovano delle finestre più piccole, strombate e diaframmate, quattro a sinistra, cinque a destra. Nella navata di destra si apre una seconda porta che dà accesso alla chiesa lateralmente.
La peculiarità della struttura consiste nell'asimmetria della pianta, a quadrangolo scaleno, in cui l'unico angolo retto consiste in quello tra la facciata e il muro sinistro, mentre gli altri sono irregolari e di conseguenza non vi sono muri paralleli.
L'intera struttura è realizzata di mattoni irregolari e forse di reimpiego in alcuni punti frammentari e tenuti insieme da malta biancastra realizzata con ghiaia minuta, con la presenza di pietruzze rossastre, tipiche delle costruzioni ravennati paleocristiane.
Il campanile è stato realizzato nel 1962 per sostituire quello abbattuto dalle mine tedesche nel 1944. Esso sorge non perfettamente nello stesso luogo del precedente. La base è quadrata ed è alto 24 metri.

### Interno

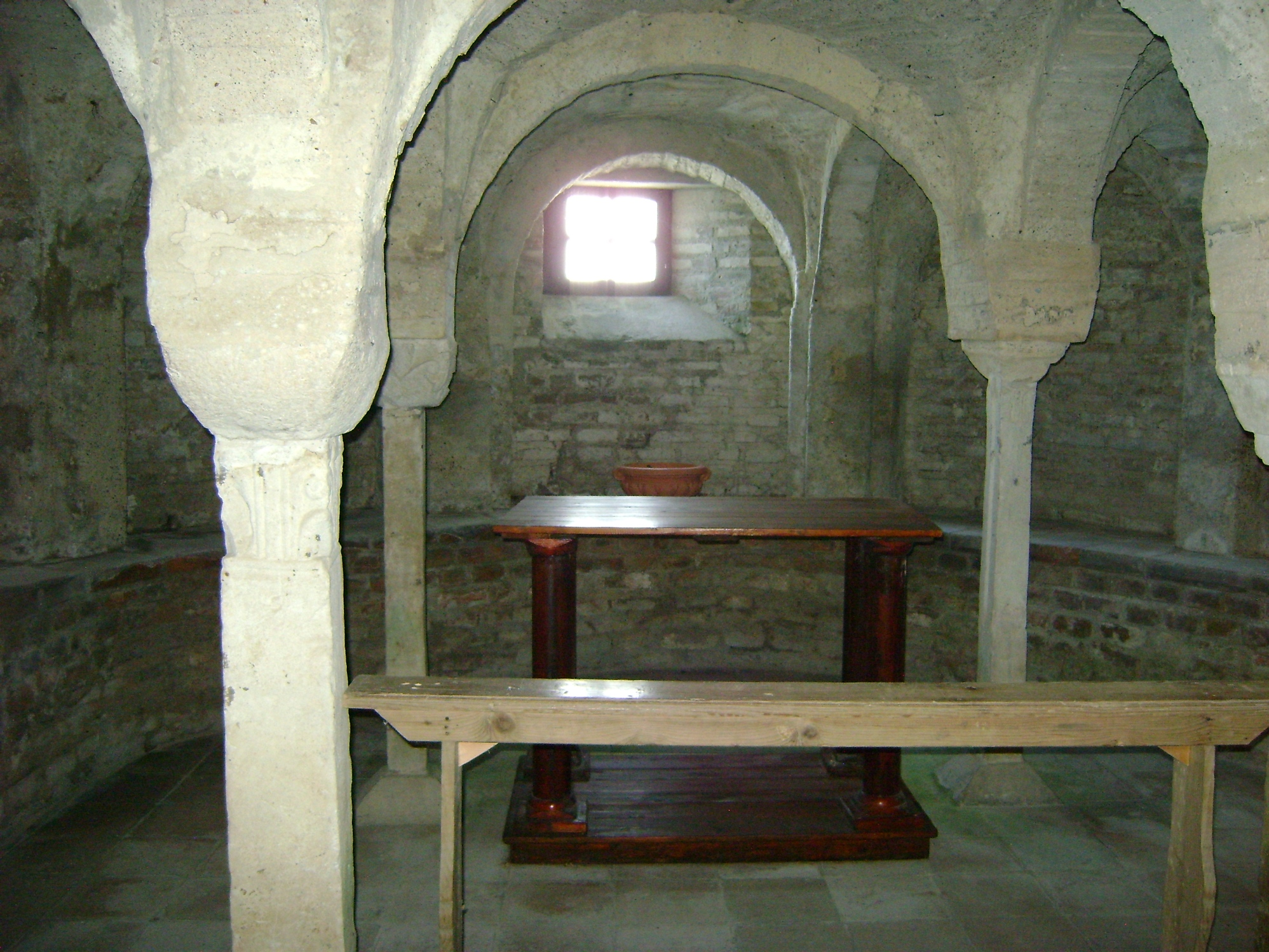
La cripta

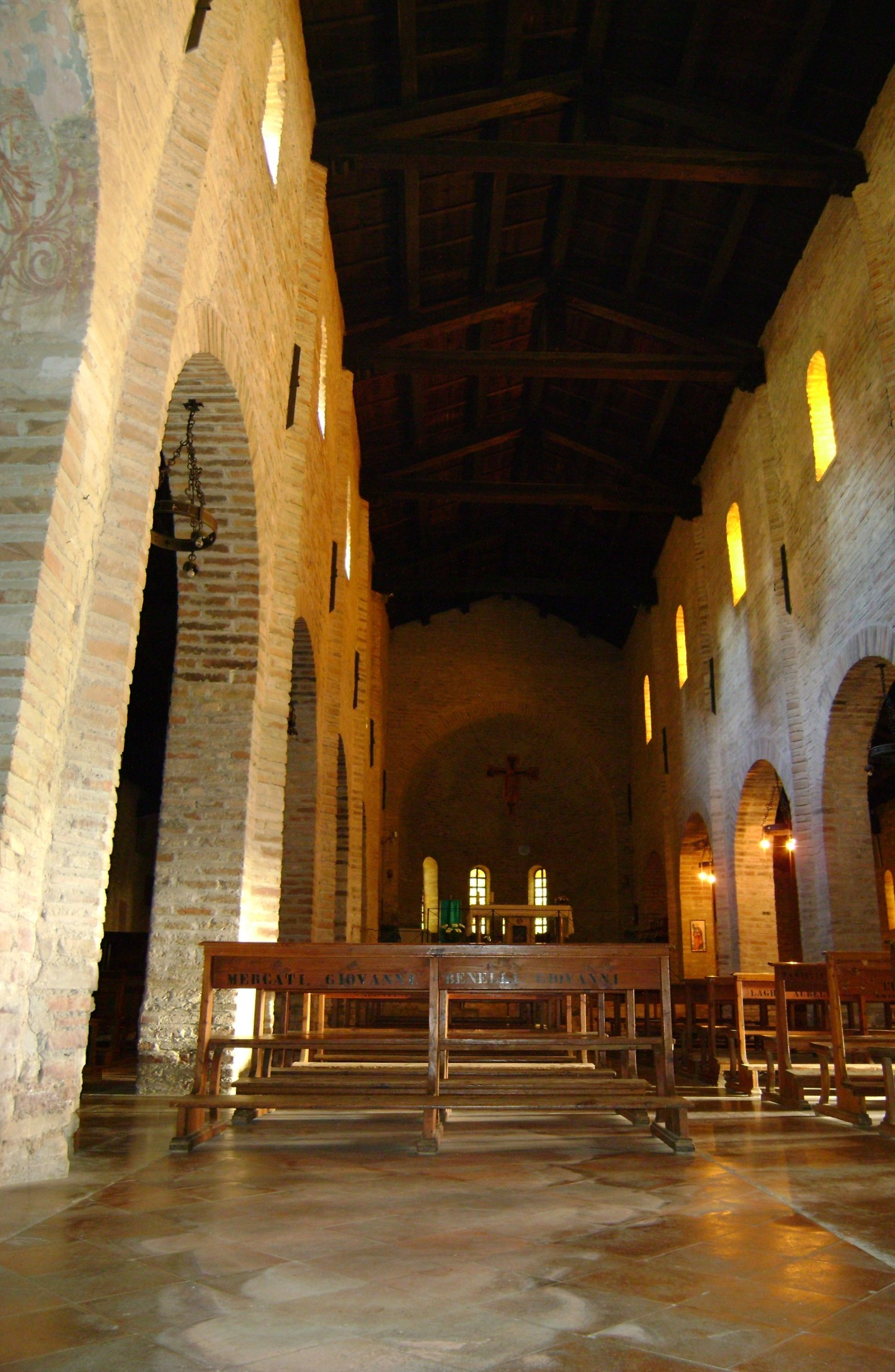
Interno verso l'abside

La pieve è impostata secondo una pianta longitudinale, con tre navate suddivise da pilastri in muratura, cinque per parte, con doppi rostri e realizzati con muratura le tre navate sono caratteristica comune a quasi tutte le pievi dei dintorni (quali la Pieve di San Pancrazio e la Pieve di Santa Maria in Acquedotto); fanno eccezione la Pieve di San Martino, a Barisano, nel comune di Forlì e la Pieve di San Pietro in Vincoli.
L'abside è circolare all'interno, poligonale all'esterno. Il presbiterio è sopraelevato rispetto al resto della navata, per la presenza di una cripta sottostante. Essa occupa l'intera sesta campata. Lo stile di quest'ultima è detto ad oratorio, con volte a crociera di con archi impostati su pilastrini marmorei di recupero, costruita probabilmente nel X secolo. Gli elementi marmorei scolpiti sono quindi differenti, ma generalmente impostati sul modello corinzio.

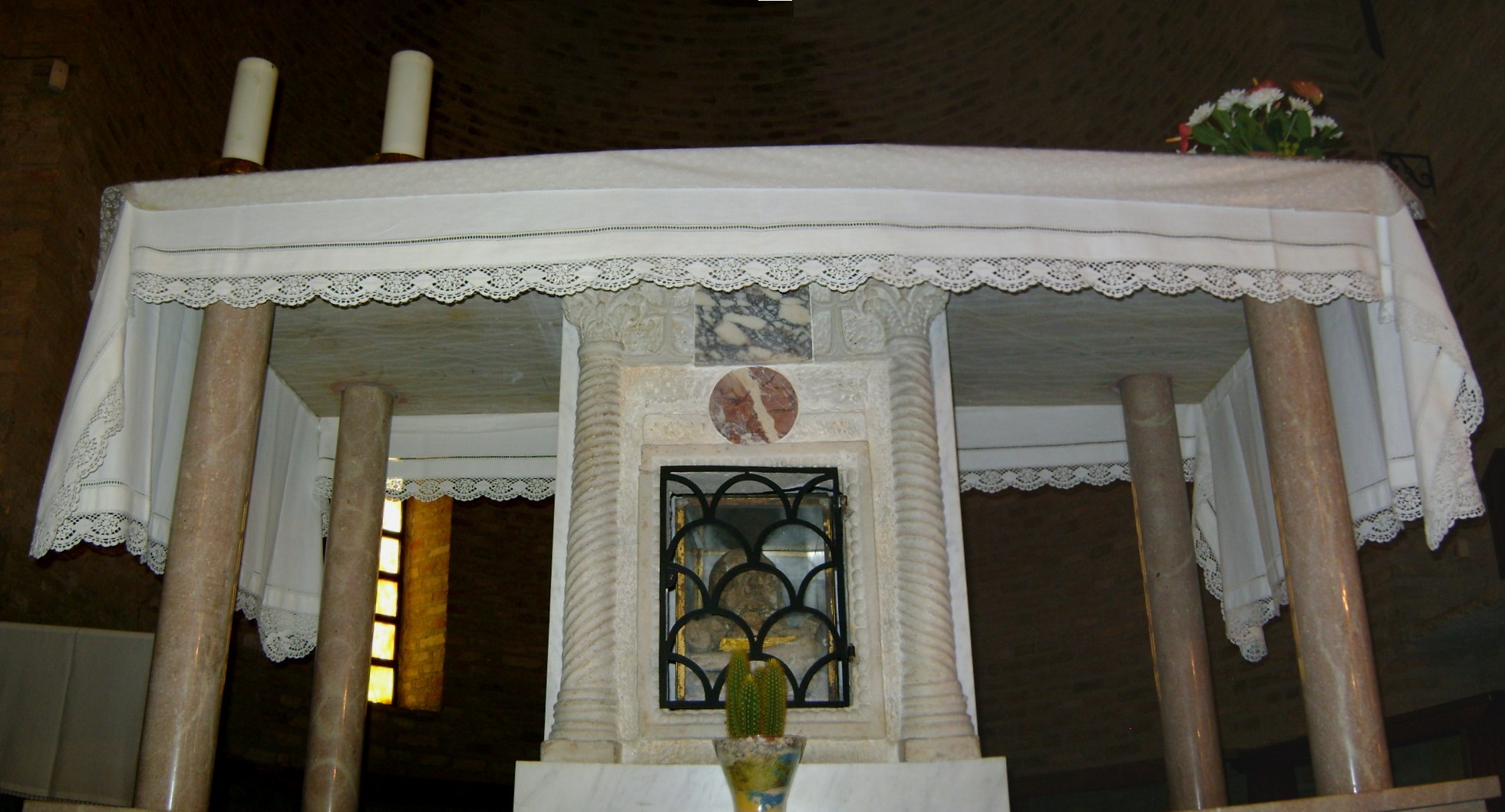
Altare con elemento marmoreo del VI-VII secolo

Sotto l'altare maggiore, nel presbiterio, è inserito un antico elemento marmoreo risalente al VI-VII secolo. Notevoli sono le sue decorazioni scolpite con le due colonne con capitelli realizzati a trapano sul modello corinzio e le due croci latine patenti (con estremità espanse) e gli inserti di marmo verde e rosso.
Qualche frammento di affresco è ancora visibile nell'abside e nella parte interna della facciata, risalenti probabilmente al XV secolo.
Le uniche aperture che consentono alla luce di filtrare nella chiesa sono le finestrelle dell'abside, le piccole feritoie nei muri laterali e la finestra in controfacciata: l'ambiente è quindi, in linea con lo stile romanico, buio e sobrio.